# Ральф, Джейсон
Дже́йсон Ральф (англ. Jason Ralph; род. 7 апреля 1986, Мак-Кинни, Техас) — американский актёр.

## Биография
Джейсон родился 7 апреля 1986 года в Мак-Кинли, штат Техас, США. Окончил колледж Коллин в Плейно, в котором изучал театральное искусство, и Консерваторию театральных искусств и кино Перчейз-колледжа в Перчейзе.
Дебютировал на телевидении в 2010 году в эпизоде сериала «Хорошая жена». В 2012—2013 годах Джейсон играл во внебродвейской постановке «Питер и звёздный ловец». Получил известность благодаря ролям в сериалах «Водолей» и «Волшебники».

## Личная жизнь
С 2016 года состоит в браке с американской актрисой Рейчел Броснахэн.

## Фильмография
| Год       |    | Русское название                   | Оригинальное название                                    | Роль              |
| --------- | -- | ---------------------------------- | -------------------------------------------------------- | ----------------- |
| 2010      | ки | Red Dead Redemption                | Red Dead Redemption                                      | пешеход, озвучка  |
| 2010      | с  | Хорошая жена                       | The Good Wife                                            | студент №2        |
| 2011      | с  | Сплетница                          | Gossip Girl                                              | Сэм               |
| 2011      | с  | Помнить всё                        | Unforgettable                                            | Зик               |
| 2013      | с  | Смэш                               | Smash                                                    | фанат             |
| 2013      | ф  | Яркая звезда                       | Brightest Star                                           | Гари              |
| 2013      | с  | Голубая кровь                      | Blue Bloods                                              | Джейк Сингер      |
| 2014      | с  | В поиске                           | Looking                                                  | Джейсон           |
| 2014      | ф  | Я одержим вами                     | I'm Obsessed with You (But You've Got to Leave Me Alone) | Джейк Бернбаум    |
| 2014      | ф  | Самый жестокий год                 | A Most Violent Year                                      | Йен Томпсон       |
| 2015      | с  | Грейс и Фрэнки                     | Grace and Frankie                                        | Уильям            |
| 2015      | ф  | Эти люди                           | Those People                                             | Себастиан         |
| 2015—2016 | с  | Водолей                            | Aquarius                                                 | Майк Викери       |
| 2015      | с  | Мадам госсекретарь                 | Madam Secretary                                          | Харрисон Далтон   |
| 2015      | с  | Манхэттен                          | Manhattan                                                | Стэн              |
| 2015—2019 | с  | Волшебники                         | The Magicians                                            | Квентин Колдуотер |
| 2016      | с  | Тёмный день                        | Darks Day                                                | Иен Хоув          |
| 2016      | ф  |                                    | Better Off Single                                        | Брэд              |
| 2018      | с  | Юная                               | Younger                                                  | Джейк             |
| 2020      | ф  | Я подумываю со всем этим покончить | I’m Thinking of Ending Things                            | друг Ивонн        |
| 2022      | с  | Удивительная миссис Мейзел         | The Marvelous Mrs. Maisel                                | Майк Карр         |